# Mistrovství Evropy v basketbalu mužů 1937
2. mistrovství Evropy  v basketbalu proběhlo v dnech 3. – 7. května v Rize v Lotyšsku.

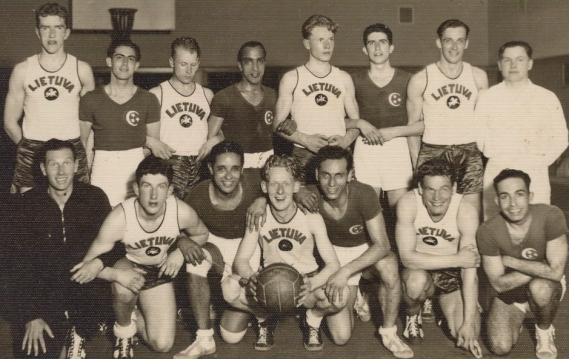
Týmy Litvy a Egypta na Euro 1937.

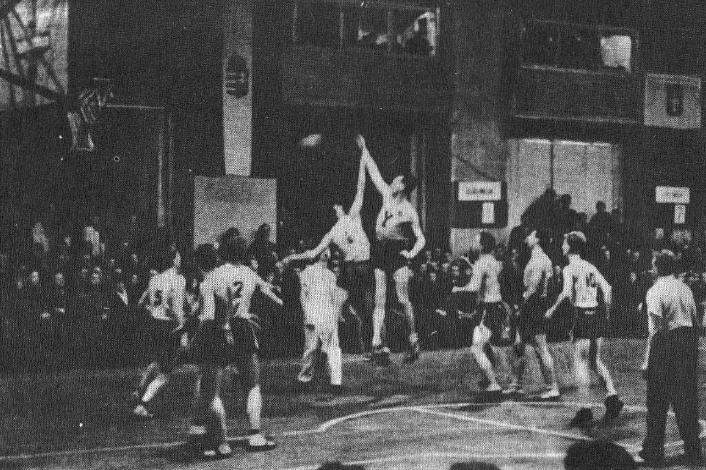
Zápas mezi Litvou - Estonskem

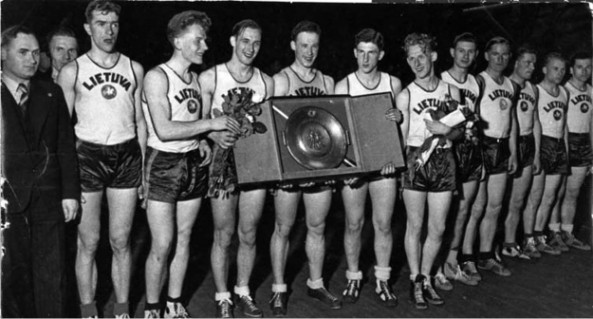
Mistři Evropy - basketbalové mužstvo Litvy

Turnaje se zúčastnilo 8 týmů, rozdělených do dvou čtyřčlenných skupin. První dvě družstva postoupila do play off o medaile, družstva na třetím a čtvrtém místě hrála o 5. - 8. místo. Mistrem Evropy se stalo družstvo Litvy.

## Výsledky a tabulky

### Skupina A
|    |          | LIT   | ITA   | EST   | EGY   | R | P | Skóre | B |
| 1. | Litva    | ***   | 22:20 | 20:15 | 21:7  | 3 | 0 | 63:42 | 6 |
| 2. | Itálie   | 20:22 | ***   | 30:20 | 2:0k  | 2 | 1 | 52:42 | 5 |
| 3. | Estonsko | 15:20 | 20:30 | ***   | 44:15 | 1 | 2 | 79:65 | 4 |
| 4. | Egypt    | 7:21  | 0:2k  | 15:44 | ***   | 0 | 3 | 22:67 | 3 |

- Egypt odstoupil ze soutěže.

| 3. května 1937 19:00 | Zpráva | Litva                      | 22 – 20 | Itálie      |  | Sporta Nams, Riga Rozhodčí: Valdemārs Baumanis (LAT), B. Škarda (TCH) |
| 3. května 1937 19:00 | Zpráva | Skóre po poločasech: 15:10 |         |             |  | Sporta Nams, Riga Rozhodčí: Valdemārs Baumanis (LAT), B. Škarda (TCH) |
| 3. května 1937 19:00 | Zpráva | Talzunas 10                | Body    | Paganella 8 |  | Sporta Nams, Riga Rozhodčí: Valdemārs Baumanis (LAT), B. Škarda (TCH) |

| 3. května 1937 21:00 | Zpráva | Estonsko                  | 44 – 15 | Egypt    |  | Sporta Nams, Riga Rozhodčí: Porietis (LAT), Nowak (POL) |
| 3. května 1937 21:00 | Zpráva | Skóre po poločasech: 22:5 |         |          |  | Sporta Nams, Riga Rozhodčí: Porietis (LAT), Nowak (POL) |
| 3. května 1937 21:00 | Zpráva | Viksten 13                | Body    | Tadros 8 |  | Sporta Nams, Riga Rozhodčí: Porietis (LAT), Nowak (POL) |

| 4. května 1937 19:00 |  | Egypt | 0 – 2 | Itálie |  | Sporta Nams, Riga Rozhodčí: Nowak (POL), Cerbulis (LAT) |

| 4. května 1937 20:00 | Zpráva | Litva                      | 20 – 15 | Estonsko  |  | Sporta Nams, Riga Rozhodčí: Marcel Pfeuti (SUI), Václav Jeřábek (TCH) |
| 4. května 1937 20:00 | Zpráva | Skóre po poločasech: 16:10 |         |           |  | Sporta Nams, Riga Rozhodčí: Marcel Pfeuti (SUI), Václav Jeřábek (TCH) |
| 4. května 1937 20:00 | Zpráva | Talzunas 9                 | Body    | Veskila 9 |  | Sporta Nams, Riga Rozhodčí: Marcel Pfeuti (SUI), Václav Jeřábek (TCH) |

| 5. května 1937 20:00 | Zpráva | Litva                    | 21 – 7 | Egypt                 |  | Sporta Nams Riga Rozhodčí: V. Maike (LAT), Sigorski (POL) |
| 5. května 1937 20:00 | Zpráva | Skóre po poločasech: 8:3 |        |                       |  | Sporta Nams Riga Rozhodčí: V. Maike (LAT), Sigorski (POL) |
| 5. května 1937 20:00 | Zpráva | Talzunas 9               | Body   | Hussein Abdelmoneim 2 |  | Sporta Nams Riga Rozhodčí: V. Maike (LAT), Sigorski (POL) |

| 5. května 1937 21:00 | Zpráva | Itálie                    | 30 – 20 | Estonsko  |  | Sporta Nams, Riga Rozhodčí: Marcel Pfeuti (SUI), Václav Jeřábek (TCH) |
| 5. května 1937 21:00 | Zpráva | Skóre po poločasech: 13:8 |         |           |  | Sporta Nams, Riga Rozhodčí: Marcel Pfeuti (SUI), Václav Jeřábek (TCH) |
| 5. května 1937 21:00 | Zpráva | Franceschini 15           | Body    | Veskila 7 |  | Sporta Nams, Riga Rozhodčí: Marcel Pfeuti (SUI), Václav Jeřábek (TCH) |

### Skupina B
|    |          | FRA   | POL   | LAT   | TCH   | R | P | Skóre | B |
| 1. | Francie  | ***   | 29:24 | 20:26 | 26:19 | 2 | 1 | 75:69 | 5 |
| 2. | Polsko   | 24:29 | ***   | 32:25 | 28:19 | 2 | 1 | 84:73 | 5 |
| 3. | Lotyšsko | 26:20 | 25:32 | ***   | 44:11 | 2 | 1 | 95:63 | 5 |
| 4. | ČSR      | 19:26 | 19:28 | 11:44 | ***   | 0 | 3 | 49:98 | 3 |

| 3. května 1937 20:00 | Zpráva | Lotyšsko                  | 44 – 11 | ČSR     |  | Sporta Nams, Riga Rozhodčí: Egidio Ghirimoldi (ITA), Marcel Pfeuti (SUI) |
| 3. května 1937 20:00 | Zpráva | Skóre po poločasech: 16:4 |         |         |  | Sporta Nams, Riga Rozhodčí: Egidio Ghirimoldi (ITA), Marcel Pfeuti (SUI) |
| 3. května 1937 20:00 | Zpráva | Jurcins 18                | Body    | Kozak 2 |  | Sporta Nams, Riga Rozhodčí: Egidio Ghirimoldi (ITA), Marcel Pfeuti (SUI) |

| 3. května 1937 22:00 | Zpráva | Francie                    | 29 – 24 | Polsko     |  | Sporta Nams, Riga Rozhodčí: Egidio Ghirimoldi (ITA), M. Badrig Benson (EGY) |
| 3. května 1937 22:00 | Zpráva | Skóre po poločasech: 15:11 |         |            |  | Sporta Nams, Riga Rozhodčí: Egidio Ghirimoldi (ITA), M. Badrig Benson (EGY) |
| 3. května 1937 22:00 | Zpráva | Hell 8                     | Body    | Rozycki 12 |  | Sporta Nams, Riga Rozhodčí: Egidio Ghirimoldi (ITA), M. Badrig Benson (EGY) |

| 4. května 1937 21:00 | Zpráva | Polsko                     | 32 – 25 | Lotyšsko   |  | Sporta Nams, Riga Rozhodčí: Marcel Pfeuti (SUI), M. Badrig Benson (EGY) |
| 4. května 1937 21:00 | Zpráva | Skóre po poločasech: 16:14 |         |            |  | Sporta Nams, Riga Rozhodčí: Marcel Pfeuti (SUI), M. Badrig Benson (EGY) |
| 4. května 1937 21:00 | Zpráva | Stok 10                    | Body    | Jurcins 14 |  | Sporta Nams, Riga Rozhodčí: Marcel Pfeuti (SUI), M. Badrig Benson (EGY) |

| 4. května 1937 22:00 | Zpráva | Francie                  | 26 – 19 | ČSR        |  | Sporta Nams, Riga Rozhodčí: Egidio Ghirimoldi (ITA), M. Badrig Benson (EGY) |
| 4. května 1937 22:00 | Zpráva | Skóre po poločasech: 9:8 |         |            |  | Sporta Nams, Riga Rozhodčí: Egidio Ghirimoldi (ITA), M. Badrig Benson (EGY) |
| 4. května 1937 22:00 | Zpráva | Lesmayoux 13             | Body    | Dvořáček 7 |  | Sporta Nams, Riga Rozhodčí: Egidio Ghirimoldi (ITA), M. Badrig Benson (EGY) |

| 5. května 1937 19:00 | Zpráva | Lotyšsko                   | 26 – 23 | Francie     |  | Sporta Nams, Riga Rozhodčí: Egidio Ghirimoldi (ITA), M. Badrig Benson (EGY) |
| 5. května 1937 19:00 | Zpráva | Skóre po poločasech: 15:16 |         |             |  | Sporta Nams, Riga Rozhodčí: Egidio Ghirimoldi (ITA), M. Badrig Benson (EGY) |
| 5. května 1937 19:00 | Zpráva | Smits 11                   | Body    | Lesmayoux 6 |  | Sporta Nams, Riga Rozhodčí: Egidio Ghirimoldi (ITA), M. Badrig Benson (EGY) |

| 5. května 1937 22:00 | Zpráva | Polsko                     | 38 – 19 | ČSR     |  | Sporta Nams, Riga Rozhodčí: Marcel Pfeuti (SUI), M. Badrig Benson (EGY) |
| 5. května 1937 22:00 | Zpráva | Skóre po poločasech: 13:12 |         |         |  | Sporta Nams, Riga Rozhodčí: Marcel Pfeuti (SUI), M. Badrig Benson (EGY) |
| 5. května 1937 22:00 | Zpráva | Stok 11                    | Body    | Klima 7 |  | Sporta Nams, Riga Rozhodčí: Marcel Pfeuti (SUI), M. Badrig Benson (EGY) |

### Semifinále
| 6. května 1937 21:00 | Zpráva | Francie                    | 32 – 36 | Itálie       |  | Sporta Nams, Riga Rozhodčí: B. Škarda (TCH), V. Maike (LAT) |
| 6. května 1937 21:00 | Zpráva | Skóre po poločasech: 20:15 |         |              |  | Sporta Nams, Riga Rozhodčí: B. Škarda (TCH), V. Maike (LAT) |
| 6. května 1937 21:00 | Zpráva | Franceschini 14            | Body    | Lesmayoux 11 |  | Sporta Nams, Riga Rozhodčí: B. Škarda (TCH), V. Maike (LAT) |

| 6. května 1937 22:00 | Zpráva | Litva                      | 31 – 25 | Polsko     |  | Sporta Nams, Riga Rozhodčí: Marcel Pfeuti (SUI), Václav Jeřábek (TCH) |
| 6. května 1937 22:00 | Zpráva | Skóre po poločasech: 18:18 |         |            |  | Sporta Nams, Riga Rozhodčí: Marcel Pfeuti (SUI), Václav Jeřábek (TCH) |
| 6. května 1937 22:00 | Zpráva | Talzunas 21                | Body    | Rozycki 10 |  | Sporta Nams, Riga Rozhodčí: Marcel Pfeuti (SUI), Václav Jeřábek (TCH) |

### Finále
| 7. května 1937 22:00 | Zpráva | Litva                     | 24 – 23 | Itálie          |  | Sporta Nams, Riga Rozhodčí: Marcel Pfeuti (SUI), Václav Jeřábek (TCH) |
| 7. května 1937 22:00 | Zpráva | Skóre po poločasech: 11:9 |         |                 |  | Sporta Nams, Riga Rozhodčí: Marcel Pfeuti (SUI), Václav Jeřábek (TCH) |
| 7. května 1937 22:00 | Zpráva | Talzunas 12               | Body    | Franceschini 12 |  | Sporta Nams, Riga Rozhodčí: Marcel Pfeuti (SUI), Václav Jeřábek (TCH) |

### O 3. místo
| 7. května 1937 19:00 | Zpráva | Francie                    | 27 – 24 | Polsko     |  | Sporta Nams, Riga Počet diváků: Kivitis (LAT), B. Škarda (TCH) |
| 7. května 1937 19:00 | Zpráva | Skóre po poločasech: 13:15 |         |            |  | Sporta Nams, Riga Počet diváků: Kivitis (LAT), B. Škarda (TCH) |
| 7. května 1937 19:00 | Zpráva | Hell 8                     | Body    | Rozycki 12 |  | Sporta Nams, Riga Počet diváků: Kivitis (LAT), B. Škarda (TCH) |

### O 5. - 8. místo
| 6. května 1937 19:00 | Zpráva | Estonsko                   | 30 – 20 | ČSR |  | Sporta Nams, Riga Rozhodčí: Egidio Ghirimoldi (ITA), Nowak (POL) |
| 6. května 1937 19:00 | Zpráva | Skóre po poločasech: 18:12 |         |     |  | Sporta Nams, Riga Rozhodčí: Egidio Ghirimoldi (ITA), Nowak (POL) |

| 6. května 1937 20:00 |  | Lotyšsko | 2 – 0 | Egypt |  | Sporta Nams, Riga |

### O 5. místo
| 7. května 1937 20:00 | httZpráva | Estonsko                   | 41 – 19 | Lotyšsko |  | Sporta Nams, Riga Rozhodčí: Egidio Ghirimoldi (ITA), Sigorski (POL) |
| 7. května 1937 20:00 | httZpráva | Skóre po poločasech: 26:12 |         |          |  | Sporta Nams, Riga Rozhodčí: Egidio Ghirimoldi (ITA), Sigorski (POL) |
| 7. května 1937 20:00 | httZpráva | Veskila 13                 | Body    | Smits 8  |  | Sporta Nams, Riga Rozhodčí: Egidio Ghirimoldi (ITA), Sigorski (POL) |

### O 7. místo
| 7. května 1937 21:00 |  | ČSR | 2 – 0 | Egypt |  | Sporta Nams, Riga |

## Soupisky
1.  Litva
| - Artūras Andrulis - Leonas Baltrūnas - Leopolas Kepalas - Feliksas Kriaučiūnas | - Pranas Mažeika - Eugenijus Nikolskis - Leonas Petrauskas - Zenonas Puzinauskas | - Stasys Šačkus - Pranas Talžūnas - Juozas Žukas - Česlovas Daukša |

Hrající trenér: Feliksas Kriaučiūnas.
2.  Itálie
| - Livio Franceschini - Sergio Paganella - Ambrogio Bessi - Ezio Varisco | - Giancarlo Marinelli - Michele Pelliccia - Emilio Giassetti | - Camillo Marinone - Galeazzo Dondi - Mino Pasquini |

Trenér :Vittorio Ugolini
3.  Francie
| - Pierre Boël - Robert Cohu - Étienne Roland - Jacques Flouret | - Henri Hell - Edmond Leclère - Henri Lesmayoux | - Fernand Prud’homme - Eugène Ronner - Marcel Vérot |

Trenér: Henri Kretzschmar.
4.  Polsko
| - Michal Czajczyk - Stefan Gendera - Florian Grzechowiak - Zdzislaw Kasprzak | - Janusz Patrzykont - Andrzej Pluciński - Zbigniew Resich | - Zenon Różycki - Pawel Stok - Jaroslaw Śmigielski |

Trenér: Walenty Klyszejko.
5.  Estonsko
| - Oskar Erikson - Aleksander Illi - Vladimir Kärk | - Robert Keres - Evald Mahl - Albert Suurna | - Heino Veskila - Ralf Viksten - Alfred Zimmermann |

Trenér: Herbert Niiler.
6.  Lotyšsko
| - Eduards Andersons - Aleksejs Anufrijevs - Mārtiņš Grundmanis - Jānis Jansons | - Rūdolfs Jurciņš - Andrejs Krisons - Aleksandrs Martinsons | - Visvaldis Melderis - Džems Raudziņš - Voldemãrs Šmits |

Trenér: Ādolfs Grasis.
7.  ČSR
| - Josef Bartoníček - Ludvík Dvořáček - Jan Kozák | - Silverius Labohý - Ladislav Prokop - Zdeněk Schöllar | - Josef Klíma - Antonín Štorkán |

Trenér: František Marek
8.  Egypt
| - Abdelmoneim Wahib Hussein - Kamal Riadh - Albert Fahmy Tadros | - Maurice Harari - Ali Mohammed el-Sayed - Cezar Jarhi | - Gilbert Mizrahi - Mohammed Rashad Shafshaq - Roger Cattani |

Trenér: M. Badrig Benson

## Konečné pořadí
| Pořadí           | Tým      | Z | V | P | Skóre   | B |
| ---------------- | -------- | - | - | - | ------- | - |
| Zlatá medaile    | Litva    | 5 | 5 | 0 | 118:90  | 6 |
| Stříbrná medaile | Itálie   | 5 | 3 | 2 | 111:98  | 8 |
| Bronzová medaile | Francie  | 5 | 3 | 2 | 134:129 | 8 |
| 4.               | Polsko   | 5 | 2 | 3 | 133:131 | 7 |
| 5.               | Estonsko | 5 | 3 | 2 | 150:104 | 8 |
| 6.               | Lotyšsko | 5 | 3 | 2 | 116:104 | 8 |
| 7.               | ČSR      | 5 | 1 | 4 | 71:128  | 6 |
| 8.               | Egypt    | 5 | 0 | 5 | 22:71   | 5 |